# Dane Evans
(en) Statistiques sur pro-football-reference
(en) Statistiques sur statscrew
Stephen Dane Evans (né le 19 novembre 1993) est un joueur américain de football canadien jouant au poste de quart-arrière. Il joue depuis 2018 dans la Ligue canadienne de football, actuellement pour les Lions de la Colombie-Britannique. Il a joué précédemment pour les Tiger-Cats de Hamilton.

## Biographie
Né à Chickasha en Oklahoma, Dane Evans est par son père d'origine amérindienne de la nation des Wichitas. Son école secondaire est la Sanger High School située à Sanger au Texas. Il étudie à l'université de Tulsa où il joue pendant quatre saisons pour son équipe de football américain des Golden Hurricane au poste de quarterback (quart-arrière),. Il y remporte le Miami Beach Bowl 2016, à l'issue duquel il est nommé meilleur joueur du match (MVP). Après l'université, il fait un essai avec les Eagles de Philadelphie dans la NFL mais n'est pas conservé juste avant le début de la saison.
Le 3 octobre 2017, il signe avec les Tiger-Cats de Hamilton de la Ligue canadienne de football. Il ne joue pas en 2017 et participe à son premier match le 18 août 2018 en tant que remplaçant de Jeremiah Masoli. Il est promu au poste de titulaire au cours de la saison 2019, Masoli étant blessé ; les Tiger-Cats se rendent au match de la coupe Grey qu'ils perdent contre Winnipeg. Au retour de la pandémie de Covid-19 en 2021, Evans est de nouveau désigné remplaçant de Masoli et n'est titulaire que pour trois matchs. En 2022, avec le départ de Masoli, il est désigné titulaire au poste de quart-arrière des Tiger-Cats.
En février 2023, il est échangé aux Lions de la Colombie-Britannique.

## Trophées et honneurs
- Meilleur joueur (MVP) du Miami Beach Bowl 2016[6].